# Kojnare
Kojnare (bulgariska: Койнаре) är ett distrikt i Bulgarien.   Det ligger i kommunen Obsjtina Tjerven brjag och regionen Pleven, i den nordvästra delen av landet, 100 km nordost om huvudstaden Sofia.
Trakten runt Kojnare består till största delen av jordbruksmark. Runt Kojnare är det ganska tätbefolkat, med 78 invånare per kvadratkilometer.